# Reynaldo Hernández
Reynaldo Antonio Hernández Villegas (ur. 11 września 1984 w Concepción Batres) – salwadorski piłkarz występujący na pozycji lewego obrońcy.

## Kariera klubowa
Hernández rozpoczynał swoją karierę w amatorskiej drużynie CD Guerrero, skąd jako dwudziestodwulatek przeszedł do grającego w najwyższej klasie rozgrywkwej klubu CD Vista Hermosa z siedzibą w mieście San Francisco Gotera. W jej barwach zadebiutował w Primera División de Fútbol Profesional i szybko wywalczył sobie miejsce w wyjściowej jedenastce. W ekipie z Estadio Correcaminos występował przez sześć lat, jednak mimo regularnej gry w wyjściowej jedenastce nie zdołał odnieść żadnego większego osiągnięcia, znacznie częściej broniąc się z nią przed spadkiem. Cel ten nie został ostatecznie zrealizowany, gdyż na koniec sezonu 2011/2012 zespół Vista Hermosa spadł do drugiej ligi salwadorskiej. On sam pozostał jednak w pierwszej lidze, podpisując umowę ze znacznie bardziej utytułowanym klubem CD Águila z San Miguel.

## Kariera reprezentacyjna
W seniorskiej reprezentacji Salwadoru Hernández zadebiutował za kadencji meksykańskiego selekcjonera Carlosa de los Cobosa, 30 maja 2009 w zremisowanym 0:0 meczu towarzyskim z Jamajką. W 2011 roku został powołany na turniej Copa Centroamericana, gdzie pozostawał rezerwowym zawodnikiem swojej drużyny i wystąpił tylko w jednym meczu, zaś jego kadra zajęła ostatecznie czwarte miejsce. Kilka miesięcy później znalazł się w ogłoszonym przez Rubéna Israela w składzie na Złoty Puchar CONCACAF. Tam z kolei pełnił rolę podstawowego gracza i rozegrał wszystkie cztery spotkania, a Salwadorczycy odpadli z rozgrywek w ćwierćfinale.

## Afera korupcyjna
Reynaldo Hernández został dożywotnio zawieszony przez Federację Salwadoru (FESFUT) wraz z 13 innymi reprezentantami tego kraju za udział w ustawianiu meczów. Zawodnicy mieli dopuścić się czynów korupcyjnych co najmniej przy czterech meczach międzynarodowych. Zakaz dotyczy pracy w środowisku piłkarskim w jakiejkolwiek roli.